# بندر المطيري
بندر محمد المطيري هو لاعب كرة قدم سعودى.

## مسيرة اللاعب
لعب في نادي الفيحاء ونادي طويق ونادي الحوراء.